# 田曉青
田曉青（1953年—），出生於北京，中國現代詩人。朦朧派的代表人物。
田曉青年輕時曾經當過兵，也做過工人，1970年代開始從事詩歌創作，對朦朧派很多詩人影響深遠，出版詩集《失去的地平線》。後來田曉青又做過圖書策劃。熱愛美食。